# Bảng tính tan
Bảng tính tan được dùng để xác định xem liệu chất hoá học tan hay kết tủa trong nước. Chiều dọc và chiều ngang là các anion và cation, khi mà kết hợp với nhau (là giao của cột và hàng) thì sẽ ra chất cần tra cứu. Đối với các chất mà có nhiều thể hydrat, bảng sẽ dùng hydrat nào mà hoà tan tốt nhất. Một số chất dù không tan sẽ không kết tủa ngay lập tức mà cần phải đợi một lúc hay hơ nóng trên ngọn lửa thì mới kết tủa. Độ tan của chất được đo tại áp suất 1 atm và nhiệt độ 25 °C (298.15 K).
| T | tan                 | 0.01 – 50 mL |
| I | ít tan              | 50 mL – 10 L |
| K | không tan (kết tủa) | >10 L        |
| R | phản ứng với nước   | —            |
| X | phản ứng khác       | —            |
| ? | không rõ            | —            |

| Tên và kí hiệu của ion | Hydroxide OH− | Fluoride F− | Chloride Cl− | Bromide Br− | Iodide I− | Sulfide S2− | Cyanide CN− | Thiocyanat SCN− | Perchlorat ClO− 4 | Nitrat NO− 3 | Carbonat CO2− 3 | Sulfat SO2− 4 | Phosphat PO3− 4 | Acetat C 2H 3O− 2 | Oxalat C 2O2− 4 |
| ---------------------- | ------------- | ----------- | ------------ | ----------- | --------- | ----------- | ----------- | --------------- | ----------------- | ------------ | --------------- | ------------- | --------------- | ----------------- | --------------- |
| Hydro H+               | T             | T           | T            | T           | T         | T           | T           | T               | T                 | T            | T               | T             | T               | T                 | T               |
| Amoni NH+ 4            | T             | T           | T            | T           | T         | R           | T           | T               | T                 | T            | T               | T             | T               | T                 | T               |
| Lithi Li+              | T             | I           | T            | T           | T         | R           | T           | T               | T                 | T            | I               | T             | I               | T                 | T               |
| Natri Na+              | T             | T           | T            | T           | T         | R           | T           | T               | T                 | T            | T               | T             | T               | T                 | T               |
| Kali K+                | T             | T           | T            | T           | T         | R           | T           | T               | I                 | T            | T               | T             | T               | T                 | T               |
| Beryli Be2+            | K             | T           | T            | T           | R         | R           | R           | T               | T                 | T            | I               | T             | T               | T                 | K               |
| Magnesi Mg2+           | K             | I           | T            | T           | T         | R           | R           | T               | T                 | T            | I               | T             | K               | T                 | I               |
| Calci Ca2+             | I             | K           | T            | T           | T         | R           | R           | T               | T                 | T            | K               | I             | K               | T                 | I               |
| Stronti Sr2+           | I             | I           | T            | T           | T         | I           | T           | T               | T                 | T            | K               | I             | I               | T                 | K               |
| Bari Ba2+              | T             | I           | T            | T           | T         | R           | T           | T               | T                 | T            | I               | K             | K               | T                 | K               |
| Nhôm Al3+              | K             | I           | T            | T           | T         | R           | R           | T               | T                 | T            | R               | T             | K               | T                 | K               |
| Mangan(II) Mn2+        | K             | I           | T            | T           | T         | K           | T           | K               | T                 | T            | K               | T             | K               | T                 | K               |
| Sắt(II) Fe2+           | K             | I           | T            | T           | T         | K           | T           | T               | T                 | T            | K               | T             | K               | T                 | I               |
| Cobalt(II) Co2+        | K             | I           | T            | T           | T         | K           | K           | T               | T                 | T            | K               | T             | K               | T                 | K               |
| Nickel(II) Ni2+        | K             | T           | T            | T           | T         | K           | K           | T               | T                 | T            | K               | T             | K               | T                 | K               |
| Đồng(II) Cu2+          | K             | I           | T            | T           | X         | K           | K           | K               | T                 | T            | R               | T             | K               | T                 | K               |
| Kẽm Zn2+               | K             | I           | T            | T           | T         | K           | K           | T               | T                 | T            | K               | T             | K               | T                 | K               |
| Thiếc(II) Sn2+         | K             | T           | T            | T           | T         | K           | ?           | K               | T                 | T            | K               | T             | K               | R                 | I               |
| Thủy ngân(II) Hg2+     | K             | R           | T            | T           | K         | K           | T           | I               | T                 | T            | K               | R             | K               | T                 | I               |
| Chì(II) Pb2+           | I             | I           | I            | I           | I         | K           | I           | I               | T                 | T            | K               | K             | K               | T                 | K               |
| Chromi(III) Cr3+       | K             | I           | T            | I           | T         | K           | T           | T               | T                 | T            | K               | T             | K               | T                 | ?               |
| Sắt(III) Fe3+          | K             | T           | T            | T           | R         | K           | T           | T               | T                 | T            | R               | T             | I               | K                 | I               |
| Bạc Ag+                | K             | T           | K            | K           | K         | K           | K           | K               | T                 | T            | K               | I             | K               | I                 | K               |